# Danh sách cầu thủ tham dự giải vô địch bóng đá trẻ thế giới 2005
Dưới đây là các đội hình tham dự Giải vô địch bóng đá trẻ thế giới 2005 ở Hà Lan như thông báo tại FIFA.com Lưu trữ ngày 28 tháng 3 năm 2013 tại Wayback Machine.
Cầu thủ được đánh dấu in đậm từng thi đấu cho đội tuyển quốc gia.

## Bảng A

### Úc
Huấn luyện viên:  Ange Postecoglou

| Số | VT | Cầu thủ               | Ngày sinh (tuổi)            | Trận | Bàn | Câu lạc bộ             |
| -- | -- | --------------------- | --------------------------- | ---- | --- | ---------------------- |
| 1  | TM | Danny Vukovic         | 27 tháng 3, 1985 (20 tuổi)  |      |     | Central Coast Mariners |
| 2  | HV | Mark Milligan         | 4 tháng 8, 1985 (19 tuổi)   |      |     | Sydney FC              |
| 3  | HV | Trent McClenahan      | 4 tháng 2, 1985 (20 tuổi)   |      |     | West Ham United        |
| 4  | HV | Adrian Leijer         | 25 tháng 3, 1986 (19 tuổi)  |      |     | Melbourne Victory      |
| 5  | HV | Jacob Timpano         | 3 tháng 1, 1986 (19 tuổi)   |      |     | Sydney FC              |
| 6  | TV | Stuart Musialik       | 29 tháng 3, 1985 (20 tuổi)  |      |     | Newcastle United Jets  |
| 7  | TV | Vince Lia             | 18 tháng 3, 1985 (20 tuổi)  |      |     | Melbourne Victory      |
| 8  | TV | Billy Celeski         | 14 tháng 7, 1985 (19 tuổi)  |      |     | Perth Glory            |
| 9  | TĐ | Jay Lucas             | 14 tháng 1, 1985 (20 tuổi)  |      |     | Marconi Stallions      |
| 10 | TV | Kristian Sarkies      | 25 tháng 10, 1986 (18 tuổi) |      |     | Melbourne Victory      |
| 11 | TV | Chris Tadrosse        | 10 tháng 9, 1985 (19 tuổi)  |      |     | Melbourne Victory      |
| 12 | TM | Justin Pasfield       | 30 tháng 5, 1985 (20 tuổi)  |      |     | Sydney FC              |
| 13 | HV | Aaron Downes          | 15 tháng 5, 1985 (20 tuổi)  |      |     | Chesterfield           |
| 14 | TV | Spase Dilevski        | 13 tháng 5, 1985 (20 tuổi)  |      |     | Tottenham Hotspur      |
| 15 | HV | Ryan Townsend         | 2 tháng 9, 1985 (19 tuổi)   |      |     | Burnley                |
| 16 | TV | Ruben Zadkovich       | 23 tháng 5, 1986 (19 tuổi)  |      |     | Notts County           |
| 17 | TĐ | Nick Ward             | 24 tháng 3, 1985 (20 tuổi)  |      |     | Perth Glory            |
| 18 | TM | Adam Federici         | 31 tháng 1, 1985 (20 tuổi)  |      |     | Reading                |
| 19 | TĐ | David Williams        | 26 tháng 2, 1988 (17 tuổi)  |      |     | Queensland Academy     |
| 20 | TV | James Wesolowski      | 25 tháng 8, 1987 (17 tuổi)  |      |     | Leicester City         |
| 21 | HV | Nikolai Topor-Stanley | 11 tháng 3, 1985 (20 tuổi)  |      |     | Belconnen United       |

### Bénin
Huấn luyện viên:  Serge Devèze

| Số | VT | Cầu thủ             | Ngày sinh (tuổi)            | Trận | Bàn | Câu lạc bộ                       |
| -- | -- | ------------------- | --------------------------- | ---- | --- | -------------------------------- |
| 1  | TM | Djibril Awalou      | 23 tháng 12, 1987 (17 tuổi) |      |     | Cheminots de l'Ocbn              |
| 2  | HV | Charaf Chitou       | 21 tháng 9, 1987 (17 tuổi)  |      |     | Université Nationale du Bénin FC |
| 3  | TV | Oscar Olou          | 16 tháng 11, 1987 (17 tuổi) |      |     | Mogas 90                         |
| 4  | HV | Gaulle de Hountonto | 20 tháng 11, 1985 (19 tuổi) |      |     | Soleil                           |
| 5  | HV | Traore Moussa       | 31 tháng 5, 1986 (19 tuổi)  |      |     | Buffles du Borgou                |
| 6  | HV | Florent Raimy       | 7 tháng 1, 1986 (19 tuổi)   |      |     | Sedan                            |
| 7  | TV | Romuald Boco        | 8 tháng 7, 1985 (19 tuổi)   |      |     | Niort                            |
| 8  | TV | Mathieu Adeniyi     | 26 tháng 4, 1987 (18 tuổi)  |      |     | Rennes                           |
| 9  | TV | Thierry Honvo       | 3 tháng 1, 1987 (18 tuổi)   |      |     | Clermont                         |
| 10 | TV | Marvin Aissi        | 26 tháng 3, 1985 (20 tuổi)  |      |     | Troyes                           |
| 11 | TĐ | Abou Maïga          | 20 tháng 9, 1985 (19 tuổi)  |      |     | Créteil                          |
| 12 | TĐ | Coffi Agebssi       | 5 tháng 12, 1985 (19 tuổi)  |      |     | Olympic Zawiya                   |
| 13 | TĐ | Youssouf Nassirou   | 14 tháng 11, 1986 (18 tuổi) |      |     | Soleil                           |
| 14 | TĐ | Bachirou Osseni     | 15 tháng 9, 1985 (19 tuổi)  |      |     | Soleil                           |
| 15 | TĐ | Razak Omotoyossi    | 8 tháng 10, 1985 (19 tuổi)  |      |     | JS Pobé                          |
| 16 | TM | Yoann Djidonou      | 17 tháng 5, 1986 (19 tuổi)  |      |     | Paris FC                         |
| 17 | TV | Medard Zanou        | 6 tháng 6, 1987 (18 tuổi)   |      |     | JS Pobé                          |
| 18 | HV | Séïdath Tchomogo    | 13 tháng 8, 1985 (19 tuổi)  |      |     | Lions de l'Akatora               |
| 19 | TV | Jocelyn Ahouéya     | 19 tháng 12, 1985 (19 tuổi) |      |     | Sion                             |
| 20 | TM | Benoît Tardieu      | 21 tháng 1, 1986 (19 tuổi)  |      |     | Auxerre                          |
| 21 | HV | Michael Ainon       | 9 tháng 3, 1985 (20 tuổi)   |      |     | Watford                          |

### Nhật Bản
Huấn luyện viên:  Kiyoshi Okuma

| Số | VT | Cầu thủ             | Ngày sinh (tuổi)            | Trận | Bàn | Câu lạc bộ           |
| -- | -- | ------------------- | --------------------------- | ---- | --- | -------------------- |
| 1  | TM | Kenya Matsui        | 10 tháng 9, 1985 (19 tuổi)  |      |     | Júbilo Iwata         |
| 2  | HV | Hiroki Mizumoto     | 12 tháng 9, 1985 (19 tuổi)  |      |     | JEF United           |
| 3  | HV | Mitsuyuki Yoshihiro | 4 tháng 5, 1985 (20 tuổi)   |      |     | Sanfrecce Hiroshima  |
| 4  | HV | Yuzo Kobayashi      | 15 tháng 11, 1985 (19 tuổi) |      |     | Kashiwa Reysol       |
| 5  | HV | Tatsuya Masushima   | 22 tháng 4, 1985 (20 tuổi)  |      |     | FC Tokyo             |
| 6  | TV | Masahiko Inoha      | 28 tháng 8, 1985 (19 tuổi)  |      |     | Hannan University    |
| 7  | TV | Yōhei Kajiyama      | 24 tháng 9, 1985 (19 tuổi)  |      |     | FC Tokyo             |
| 8  | TV | Hokuto Nakamura     | 10 tháng 7, 1985 (19 tuổi)  |      |     | Avispa Fukuoka       |
| 9  | TĐ | Sōta Hirayama       | 6 tháng 6, 1985 (20 tuổi)   |      |     | Tsukuba University   |
| 10 | TV | Shingo Hyodo        | 29 tháng 7, 1985 (19 tuổi)  |      |     | Waseda University    |
| 11 | TĐ | Robert Cullen       | 7 tháng 6, 1985 (20 tuổi)   |      |     | Júbilo Iwata         |
| 12 | TV | Koki Mizuno         | 6 tháng 9, 1985 (19 tuổi)   |      |     | JEF United           |
| 13 | TV | Takuya Kokeguchi    | 13 tháng 7, 1985 (19 tuổi)  |      |     | Cerezo Osaka         |
| 14 | TĐ | Keisuke Honda       | 13 tháng 6, 1986 (18 tuổi)  |      |     | Nagoya Grampus Eight |
| 15 | TV | Keisuke Funatani    | 1 tháng 7, 1986 (18 tuổi)   |      |     | Júbilo Iwata         |
| 16 | HV | Tomokazu Nagira     | 17 tháng 10, 1985 (19 tuổi) |      |     | Avispa Fukuoka       |
| 17 | HV | Akihiro Ienaga      | 13 tháng 6, 1986 (18 tuổi)  |      |     | Gamba Osaka          |
| 18 | TM | Kaito Yamamoto      | 10 tháng 7, 1985 (19 tuổi)  |      |     | Shimizu S-Pulse      |
| 19 | TĐ | Shunsuke Maeda      | 9 tháng 6, 1986 (19 tuổi)   |      |     | Sanfrecce Hiroshima  |
| 20 | TĐ | Takayuki Morimoto   | 7 tháng 5, 1988 (17 tuổi)   |      |     | Tokyo Verdy          |
| 21 | TM | Shusaku Nishikawa   | 18 tháng 6, 1986 (18 tuổi)  |      |     | Oita Trinita         |

### Hà Lan
Huấn luyện viên:  Foppe de Haan

| Số | VT | Cầu thủ               | Ngày sinh (tuổi)            | Trận | Bàn | Câu lạc bộ   |
| -- | -- | --------------------- | --------------------------- | ---- | --- | ------------ |
| 1  | TM | Kenneth Vermeer       | 10 tháng 1, 1986 (19 tuổi)  |      |     | Ajax         |
| 2  | HV | Dwight Tiendalli      | 21 tháng 10, 1985 (19 tuổi) |      |     | Utrecht      |
| 3  | HV | Ron Vlaar             | 16 tháng 2, 1985 (20 tuổi)  |      |     | Feyenoord    |
| 4  | HV | Frank van der Struijk | 29 tháng 3, 1985 (20 tuổi)  |      |     | Willem II    |
| 5  | HV | Jeroen Drost          | 21 tháng 1, 1987 (18 tuổi)  |      |     | Heerenveen   |
| 6  | HV | Hedwiges Maduro       | 13 tháng 2, 1985 (20 tuổi)  |      |     | Ajax         |
| 7  | TĐ | Quincy Owusu-Abeyie   | 15 tháng 4, 1986 (19 tuổi)  |      |     | Arsenal      |
| 8  | TV | Rick Kruys            | 9 tháng 5, 1985 (20 tuổi)   |      |     | Utrecht      |
| 9  | TĐ | Collins John          | 17 tháng 10, 1985 (19 tuổi) |      |     | Fulham       |
| 10 | TV | Ibrahim Afellay       | 2 tháng 4, 1986 (19 tuổi)   |      |     | PSV          |
| 11 | TĐ | Ryan Babel            | 19 tháng 12, 1986 (18 tuổi) |      |     | Ajax         |
| 12 | HV | Gianni Zuiverloon     | 30 tháng 12, 1986 (18 tuổi) |      |     | RKC Waalwijk |
| 13 | HV | Mark Otten            | 2 tháng 9, 1985 (19 tuổi)   |      |     | Excelsior    |
| 14 | TV | Haris Medunjanin      | 8 tháng 3, 1985 (20 tuổi)   |      |     | AZ           |
| 15 | TV | Urby Emanuelson       | 16 tháng 6, 1986 (18 tuổi)  |      |     | Ajax         |
| 16 | TM | Theo Brack            | 10 tháng 2, 1985 (20 tuổi)  |      |     | Zwolle       |
| 17 | TV | Kemy Agustien         | 20 tháng 8, 1986 (18 tuổi)  |      |     | Willem II    |
| 18 | TĐ | Tim Vincken           | 12 tháng 9, 1986 (18 tuổi)  |      |     | Feyenoord    |
| 19 | TĐ | Prince Rajcomar       | 25 tháng 4, 1985 (20 tuổi)  |      |     | Den Bosch    |
| 20 | TĐ | Arjan Wisse           | 10 tháng 6, 1985 (19 tuổi)  |      |     | Telstar      |
| 21 | TM | Job Bulters           | 20 tháng 3, 1986 (19 tuổi)  |      |     | AZ           |

## Bảng B

### Trung Quốc
Huấn luyện viên:  Eckhard Krautzun

| Số | VT | Cầu thủ        | Ngày sinh (tuổi)            | Trận | Bàn | Câu lạc bộ          |
| -- | -- | -------------- | --------------------------- | ---- | --- | ------------------- |
| 1  | TM | Zhang Lei      | 6 tháng 4, 1985 (20 tuổi)   |      |     | Dongguan Nancheng   |
| 2  | HV | Zhao Ming      | 3 tháng 10, 1987 (17 tuổi)  |      |     | Jilin Yanbian       |
| 3  | HV | Liu Yu         | 12 tháng 5, 1985 (20 tuổi)  |      |     | Sichuan Guancheng   |
| 4  | HV | Zheng Tao      | 20 tháng 10, 1985 (19 tuổi) |      |     | Shaanxi Guoli       |
| 5  | HV | Feng Xiaoting  | 22 tháng 10, 1985 (19 tuổi) |      |     | Dalian Shide        |
| 6  | TV | Wang Hongliang | 14 tháng 1, 1985 (20 tuổi)  |      |     | Shanghai Shenhua    |
| 7  | TV | Zhao Xuri      | 3 tháng 12, 1985 (19 tuổi)  |      |     | Dalian Shide        |
| 8  | TV | Zhou Haibin    | 19 tháng 7, 1985 (19 tuổi)  |      |     | Shandong Luneng     |
| 9  | TĐ | Dong Fangzhuo  | 23 tháng 1, 1985 (20 tuổi)  |      |     | Manchester United   |
| 10 | TV | Chen Tao       | 11 tháng 3, 1985 (20 tuổi)  |      |     | Shenyang Ginde      |
| 11 | TĐ | Zhu Ting       | 15 tháng 7, 1985 (19 tuổi)  |      |     | Dalian Shide        |
| 12 | TM | Yu Ziqian      | 3 tháng 6, 1985 (20 tuổi)   |      |     | Dalian Shide        |
| 13 | TV | Lu Lin         | 3 tháng 2, 1985 (20 tuổi)   |      |     | Guangzhou Rizhiquan |
| 14 | TĐ | Mao Biao       | 24 tháng 7, 1987 (17 tuổi)  |      |     | Tianjin Teda        |
| 15 | HV | Yuan Weiwei    | 25 tháng 11, 1985 (19 tuổi) |      |     | Shandong Luneng     |
| 16 | TM | Yang Cheng     | 11 tháng 10, 1985 (19 tuổi) |      |     | Shandong Luneng     |
| 17 | HV | Tan Wangsong   | 19 tháng 12, 1985 (19 tuổi) |      |     | Sichuan Guancheng   |
| 18 | TĐ | Gao Lin        | 14 tháng 2, 1986 (19 tuổi)  |      |     | Shanghai Shenhua    |
| 19 | TĐ | Zou You        | 22 tháng 11, 1985 (19 tuổi) |      |     | Dalian Shide        |
| 20 | TV | Cui Peng       | 31 tháng 5, 1987 (18 tuổi)  |      |     | Shandong Luneng     |
| 21 | TV | Hao Junmin     | 24 tháng 3, 1987 (18 tuổi)  |      |     | Tianjin Teda        |

### Panama
Huấn luyện viên:  Victor Mendieta

| Số | VT | Cầu thủ          | Ngày sinh (tuổi)            | Trận | Bàn | Câu lạc bộ        |
| -- | -- | ---------------- | --------------------------- | ---- | --- | ----------------- |
| 1  | TM | José Calderón    | 14 tháng 8, 1985 (19 tuổi)  |      |     | San Francisco     |
| 2  | HV | Tomas Dunn       | 14 tháng 8, 1985 (19 tuổi)  |      |     | Chepo             |
| 3  | HV | Armando Gun      | 17 tháng 1, 1986 (19 tuổi)  |      |     | Chorrillo         |
| 4  | HV | Román Torres     | 20 tháng 3, 1986 (19 tuổi)  |      |     | Chepo             |
| 5  | HV | José Venegas     | 20 tháng 2, 1985 (20 tuổi)  |      |     | Atenas            |
| 6  | TV | Celso Polo       | 19 tháng 3, 1987 (18 tuổi)  |      |     | Chepo             |
| 7  | TĐ | Reggie Arosemena | 9 tháng 9, 1986 (18 tuổi)   |      |     | Tauro             |
| 8  | TĐ | Cristian Vega    | 2 tháng 4, 1985 (20 tuổi)   |      |     | Deportes Tolima   |
| 9  | TĐ | Edwin Aguilar    | 7 tháng 8, 1985 (19 tuổi)   |      |     | Tauro             |
| 10 | TV | Miguel Castillo  | 8 tháng 11, 1986 (18 tuổi)  |      |     | Atenas            |
| 11 | TĐ | David Arrue      | 11 tháng 4, 1985 (20 tuổi)  |      |     | Deportivo Italia  |
| 12 | TM | Erick Hughes     | 11 tháng 9, 1986 (18 tuổi)  |      |     | Tauro             |
| 13 | TV | Raul Loo         | 25 tháng 6, 1986 (18 tuổi)  |      |     | Árabe Unido       |
| 14 | TV | Eduardo Ponce    | 29 tháng 11, 1985 (19 tuổi) |      |     | Chepo             |
| 15 | TV | Hanamell Hill    | 12 tháng 3, 1986 (19 tuổi)  |      |     | San Francisco     |
| 16 | TV | Luis Gallardo    | 27 tháng 6, 1986 (18 tuổi)  |      |     | Colombus Crew     |
| 17 | TĐ | Álvaro Salazar   | 22 tháng 11, 1985 (19 tuổi) |      |     | Árabe Unido       |
| 18 | TV | Ricardo Buitrago | 10 tháng 3, 1986 (19 tuổi)  |      |     | Plaza Amador      |
| 19 | TĐ | Eduardo Jiménez  | 2 tháng 4, 1986 (19 tuổi)   |      |     | San Francisco     |
| 20 | TĐ | Mario Duarte     | 24 tháng 8, 1985 (19 tuổi)  |      |     | Atlético Chiriquí |
| 21 | TM | Iván Rodríguez   | 18 tháng 6, 1988 (16 tuổi)  |      |     | Unattached        |

### Thổ Nhĩ Kỳ
Huấn luyện viên:  Şenol Ustaömer

| Số | VT | Cầu thủ           | Ngày sinh (tuổi)           | Trận | Bàn | Câu lạc bộ        |
| -- | -- | ----------------- | -------------------------- | ---- | --- | ----------------- |
| 1  | TM | Serkan Kırıntılı  | 15 tháng 2, 1985 (20 tuổi) |      |     | Ankaragücü        |
| 2  | HV | Uğur Uçar         | 5 tháng 4, 1987 (18 tuổi)  |      |     | Galatasaray       |
| 3  | HV | Ergün Teber       | 1 tháng 9, 1985 (19 tuổi)  |      |     | Kayserispor       |
| 4  | HV | Yasin Çakmak      | 6 tháng 1, 1985 (20 tuổi)  |      |     | Çaykur Rizespor   |
| 5  | HV | Aytaç Ak          | 22 tháng 4, 1985 (20 tuổi) |      |     | Sakaryaspor       |
| 6  | TV | Zafer Şakar       | 25 tháng 9, 1985 (19 tuổi) |      |     | Antalyaspor       |
| 7  | TV | Burak Yılmaz      | 15 tháng 7, 1985 (19 tuổi) |      |     | Antalyaspor       |
| 8  | TV | Sezer Öztürk      | 3 tháng 11, 1985 (19 tuổi) |      |     | Bayer Leverkusen  |
| 9  | TĐ | Kerim Zengin      | 13 tháng 4, 1985 (20 tuổi) |      |     | Mersin İdmanyurdu |
| 10 | TV | Selçuk İnan       | 10 tháng 2, 1985 (20 tuổi) |      |     | Dardanelspor      |
| 11 | TĐ | Olcan Adın        | 30 tháng 9, 1985 (19 tuổi) |      |     | Antalyaspor       |
| 12 | TM | Şener Özcan       | 3 tháng 3, 1985 (20 tuổi)  |      |     | Gençlerbirliği    |
| 13 | HV | Sezer Sezgin      | 3 tháng 3, 1986 (19 tuổi)  |      |     | Beşiktaş          |
| 14 | HV | Murat Özavcı      | 28 tháng 6, 1985 (19 tuổi) |      |     | Dardanelspor      |
| 15 | HV | Ozan Tahtaişleyen | 18 tháng 1, 1985 (20 tuổi) |      |     | Gaziantepspor     |
| 16 | TĐ | Gökhan Güleç      | 25 tháng 9, 1985 (19 tuổi) |      |     | Gaziantepspor     |
| 17 | TĐ | Ergin Keleş       | 1 tháng 1, 1987 (18 tuổi)  |      |     | Trabzonspor       |
| 18 | TV | Gürhan Gürsoy     | 24 tháng 9, 1987 (17 tuổi) |      |     | Fenerbahçe        |
| 19 | HV | Hakan Aslantaş    | 26 tháng 8, 1985 (19 tuổi) |      |     | Gençlerbirliği    |
| 20 | TĐ | Ali Öztürk        | 28 tháng 7, 1986 (18 tuổi) |      |     | Gençlerbirliği    |
| 21 | TM | Bekir Küçükertaş  | 25 tháng 2, 1986 (19 tuổi) |      |     | Bakırköyspor      |

### Ukraina
Huấn luyện viên:  Oleksiy Mykhaylychenko

| Số | VT | Cầu thủ              | Ngày sinh (tuổi)            | Trận | Bàn | Câu lạc bộ              |
| -- | -- | -------------------- | --------------------------- | ---- | --- | ----------------------- |
| 1  | TM | Leonid Musin         | 19 tháng 4, 1985 (20 tuổi)  |      |     | Dynamo Kyiv             |
| 2  | HV | Dmytro Hololobov     | 1 tháng 1, 1985 (20 tuổi)   |      |     | Obolon Kyiv             |
| 3  | HV | Oleh Dopilka         | 12 tháng 3, 1986 (19 tuổi)  |      |     | Dynamo Kyiv             |
| 4  | TV | Anatoliy Kitsuta     | 22 tháng 12, 1985 (19 tuổi) |      |     | Dynamo Kyiv             |
| 5  | HV | Oleksandr Yatsenko   | 24 tháng 2, 1985 (20 tuổi)  |      |     | Dynamo Kyiv             |
| 6  | TĐ | Serhiy Rozhok        | 25 tháng 4, 1985 (20 tuổi)  |      |     | Tavriya Simferopol      |
| 7  | HV | Andriy Proshyn       | 19 tháng 2, 1985 (20 tuổi)  |      |     | Khimki                  |
| 8  | TĐ | Oleksandr Aliyev     | 3 tháng 2, 1985 (20 tuổi)   |      |     | Dynamo Kyiv             |
| 9  | TV | Oleksandr Sytnyk     | 2 tháng 1, 1985 (20 tuổi)   |      |     | Dynamo Kyiv             |
| 10 | TĐ | Artem Milevskiy      | 12 tháng 1, 1985 (20 tuổi)  |      |     | Dynamo Kyiv             |
| 11 | TĐ | Oleksandr Hladkyy    | 24 tháng 8, 1987 (17 tuổi)  |      |     | Kharkiv                 |
| 12 | TM | Bohdan Shust         | 4 tháng 3, 1986 (19 tuổi)   |      |     | Karpaty Lviv            |
| 13 | TĐ | Maksym Feshchuk      | 25 tháng 11, 1985 (19 tuổi) |      |     | Karpaty Lviv            |
| 14 | TV | Volodymyr Arzhanov   | 6 tháng 4, 1985 (20 tuổi)   |      |     | Metalurh Zaporizhya     |
| 15 | HV | Hryhoriy Yarmash     | 4 tháng 1, 1985 (20 tuổi)   |      |     | Dynamo Kyiv             |
| 16 | TĐ | Dmytro Vorobey       | 10 tháng 5, 1985 (20 tuổi)  |      |     | Dynamo Kyiv             |
| 17 | TV | Volodymyr Samborskyi | 29 tháng 8, 1985 (19 tuổi)  |      |     | Kharkiv                 |
| 18 | TĐ | Serhiy Silyuk        | 5 tháng 6, 1985 (20 tuổi)   |      |     | Metalurh Zaporizhya     |
| 19 | TV | Oleh Herasymyuk      | 22 tháng 9, 1986 (18 tuổi)  |      |     | Dynamo Kyiv             |
| 20 | TV | Andriy Derkach       | 28 tháng 5, 1985 (20 tuổi)  |      |     | Borysfen Boryspil       |
| 21 | TM | Yuriy Martyshchuk    | 22 tháng 4, 1986 (19 tuổi)  |      |     | Spartak Ivano-Frankivsk |

## Bảng C

### Chile
Huấn luyện viên:  José Sulantay

| Số | VT | Cầu thủ               | Ngày sinh (tuổi)            | Trận | Bàn | Câu lạc bộ                |
| -- | -- | --------------------- | --------------------------- | ---- | --- | ------------------------- |
| 1  | TM | Carlos Espinoza       | 23 tháng 2, 1985 (20 tuổi)  |      |     | Puerto Montt              |
| 2  | HV | Edson Riquelme        | 29 tháng 8, 1985 (19 tuổi)  |      |     | Concepción                |
| 3  | TV | Sebastián Páez        | 13 tháng 8, 1986 (18 tuổi)  |      |     | La Serena                 |
| 4  | HV | Sebastián Montesinos  | 12 tháng 3, 1986 (19 tuổi)  |      |     | Colo-Colo                 |
| 5  | HV | Hugo Bascuñán         | 11 tháng 1, 1985 (20 tuổi)  |      |     | UA Maracaibo              |
| 6  | TV | Marcelo Díaz          | 30 tháng 12, 1986 (18 tuổi) |      |     | Universidad de Chile      |
| 7  | TV | Fernando Meneses      | 27 tháng 9, 1985 (19 tuổi)  |      |     | Colo-Colo                 |
| 8  | TV | Iván Vásquez          | 13 tháng 8, 1985 (19 tuổi)  |      |     | Universidad Católica      |
| 9  | TĐ | Nicolás Canales       | 27 tháng 6, 1985 (19 tuổi)  |      |     | Universidad de Chile      |
| 10 | TV | Pedro Morales         | 25 tháng 5, 1985 (20 tuổi)  |      |     | Huachipato                |
| 11 | TĐ | Eduardo Tudela        | 3 tháng 3, 1986 (19 tuổi)   |      |     | Cobreloa                  |
| 12 | TM | Carlos Arias          | 4 tháng 9, 1986 (18 tuổi)   |      |     | Universidad Católica      |
| 13 | HV | Felipe Muñoz          | 4 tháng 4, 1985 (20 tuổi)   |      |     | Colo-Colo                 |
| 14 | TV | Matías Fernández      | 15 tháng 5, 1986 (19 tuổi)  |      |     | Colo-Colo                 |
| 15 | TV | Carlos Carmona        | 21 tháng 2, 1987 (18 tuổi)  |      |     | Coquimbo Unido            |
| 16 | HV | Francisco Sánchez     | 6 tháng 2, 1985 (20 tuổi)   |      |     | Everton                   |
| 17 | TĐ | Carlos Villanueva     | 5 tháng 2, 1986 (19 tuổi)   |      |     | Audax Italiano            |
| 18 | HV | Gonzalo Jara          | 29 tháng 8, 1985 (19 tuổi)  |      |     | Huachipato                |
| 19 | TV | José Pedro Fuenzalida | 22 tháng 2, 1985 (20 tuổi)  |      |     | Universidad Católica      |
| 20 | TĐ | Ricardo Parada        | 2 tháng 1, 1985 (20 tuổi)   |      |     | Universidad de Concepción |
| 21 | TM | José Rosales          | 20 tháng 9, 1986 (18 tuổi)  |      |     | O'Higgins                 |

### Honduras
Huấn luyện viên:  Rubén Guifarro

| Số | VT | Cầu thủ          | Ngày sinh (tuổi)            | Trận | Bàn | Câu lạc bộ  |
| -- | -- | ---------------- | --------------------------- | ---- | --- | ----------- |
| 1  | TM | Ángel Guerra     | 1 tháng 4, 1986 (19 tuổi)   |      |     | Olimpia     |
| 2  | HV | Roy Bodden       | 3 tháng 2, 1986 (19 tuổi)   |      |     | Estrella    |
| 3  | HV | Nery Turcios     | 30 tháng 5, 1985 (20 tuổi)  |      |     | Groningen   |
| 4  | HV | Aarón Bardales   | 3 tháng 12, 1985 (19 tuổi)  |      |     | Olimpia     |
| 5  | HV | Erick Norales    | 11 tháng 2, 1985 (20 tuổi)  |      |     | Vida        |
| 6  | HV | René Moncada     | 1 tháng 6, 1985 (20 tuổi)   |      |     | Olimpia     |
| 7  | HV | Luis Ramos       | 11 tháng 4, 1985 (20 tuổi)  |      |     | Marathón    |
| 8  | TV | Jorge Claros     | 8 tháng 1, 1986 (19 tuổi)   |      |     | Vida        |
| 9  | TĐ | Walter Rice      | 22 tháng 12, 1987 (17 tuổi) |      |     | Real España |
| 10 | TĐ | Ramón Núñez      | 14 tháng 11, 1985 (19 tuổi) |      |     | FC Dallas   |
| 11 | TĐ | José Güity       | 19 tháng 5, 1985 (20 tuổi)  |      |     | Marathón    |
| 12 | TM | Orlando Rivera   | 10 tháng 3, 1985 (20 tuổi)  |      |     | Marathón    |
| 13 | HV | Fernando Cruz    | 8 tháng 8, 1988 (16 tuổi)   |      |     | Platense    |
| 14 | TĐ | José Cruz        | 3 tháng 1, 1985 (20 tuổi)   |      |     | Real España |
| 15 | HV | Maynor Martínez  | 8 tháng 4, 1985 (20 tuổi)   |      |     | Real España |
| 16 | TV | Nataury Lara     | 19 tháng 8, 1985 (19 tuổi)  |      |     | La Mesa     |
| 17 | TV | Emilio Izaguirre | 10 tháng 5, 1986 (19 tuổi)  |      |     | Motagua     |
| 18 | TĐ | Ángel Nolasco    | 2 tháng 11, 1986 (18 tuổi)  |      |     | Platense    |
| 19 | TV | Marvin Sánchez   | 2 tháng 11, 1986 (18 tuổi)  |      |     | Platense    |
| 20 | TV | Julián Rápalo    | 9 tháng 8, 1986 (18 tuổi)   |      |     | Villanueva  |
| 21 | TM | Fernando Pineda  | 15 tháng 2, 1985 (20 tuổi)  |      |     | Villanueva  |

### Maroc
Huấn luyện viên:  Fathi Jamal

| Số | VT | Cầu thủ               | Ngày sinh (tuổi)            | Trận | Bàn | Câu lạc bộ              |
| -- | -- | --------------------- | --------------------------- | ---- | --- | ----------------------- |
| 1  | TM | Mohammed El Bourkadi  | 22 tháng 4, 1985 (20 tuổi)  |      |     | Maghreb Fez             |
| 2  | HV | Hicham El Amrani      | 25 tháng 11, 1985 (19 tuổi) |      |     | Rachad Bernoussi        |
| 3  | TV | Chakib Benzoukane     | 7 tháng 8, 1986 (18 tuổi)   |      |     | Kawkab de Marrakech     |
| 4  | HV | Ahmed Kantari         | 28 tháng 6, 1985 (19 tuổi)  |      |     | Paris Saint-Germain     |
| 5  | HV | Youssef Rabeh         | 13 tháng 4, 1985 (20 tuổi)  |      |     | FAR Rabat               |
| 6  | HV | Abderrahmane Mssassi  | 24 tháng 4, 1985 (20 tuổi)  |      |     | Maghreb Fez             |
| 7  | TV | Adil Hermach          | 27 tháng 6, 1986 (18 tuổi)  |      |     | Lens                    |
| 8  | HV | Sofian Benzouien      | 11 tháng 8, 1986 (18 tuổi)  |      |     | Beringen-Heusden-Zolder |
| 9  | TĐ | Mouhcine Iajour       | 14 tháng 6, 1985 (19 tuổi)  |      |     | Raja Casablanca         |
| 10 | TĐ | Nabil El Zhar         | 27 tháng 8, 1986 (18 tuổi)  |      |     | Saint-Étienne           |
| 11 | TĐ | Tarik Bendamou        | 14 tháng 1, 1985 (20 tuổi)  |      |     | Raja Casablanca         |
| 12 | TM | Yahya Iraqui          | 29 tháng 2, 1988 (17 tuổi)  |      |     | Wydad Casablanca        |
| 13 | HV | Salaheddine Sbaï      | 21 tháng 8, 1985 (19 tuổi)  |      |     | Ronse                   |
| 14 | TV | Rachid Tiberkanine    | 28 tháng 3, 1985 (20 tuổi)  |      |     | Ajax                    |
| 15 | TV | Reda Doulyazal        | 3 tháng 9, 1985 (19 tuổi)   |      |     | Wydad Casablanca        |
| 16 | TV | Karim El Ahmadi       | 27 tháng 1, 1985 (20 tuổi)  |      |     | Twente                  |
| 17 | TV | Yassine Zouchou       | 26 tháng 7, 1985 (19 tuổi)  |      |     | Wydad Casablanca        |
| 18 | HV | Said Fettah           | 15 tháng 2, 1985 (20 tuổi)  |      |     | Raja Casablanca         |
| 19 | TĐ | Abdessalam Benjelloun | 28 tháng 1, 1985 (20 tuổi)  |      |     | Maghreb Fez             |
| 20 | TĐ | Adil Chihi            | 21 tháng 2, 1988 (17 tuổi)  |      |     | 1. FC Köln              |
| 21 | TM | Mourad Atta           | 1 tháng 1, 1985 (20 tuổi)   |      |     | Wydad Casablanca        |

### Tây Ban Nha
Huấn luyện viên:  Iñaki Sáez

| Số | VT | Cầu thủ            | Ngày sinh (tuổi)           | Trận | Bàn | Câu lạc bộ      |
| -- | -- | ------------------ | -------------------------- | ---- | --- | --------------- |
| 1  | TM | Biel Ribas         | 2 tháng 12, 1985 (19 tuổi) |      |     | Espanyol        |
| 2  | HV | Francisco Molinero | 26 tháng 7, 1985 (19 tuổi) |      |     | Atlético Madrid |
| 3  | HV | Javier Garrido     | 15 tháng 3, 1985 (20 tuổi) |      |     | Real Sociedad   |
| 4  | HV | Alexis             | 4 tháng 8, 1985 (19 tuổi)  |      |     | Málaga          |
| 5  | HV | Miquel Robusté (c) | 20 tháng 5, 1985 (20 tuổi) |      |     | Espanyol        |
| 6  | HV | Raúl Albiol        | 4 tháng 9, 1985 (19 tuổi)  |      |     | Getafe          |
| 7  | HV | Juanfran           | 9 tháng 1, 1985 (20 tuổi)  |      |     | Real Madrid     |
| 8  | TV | Alberto Zapater    | 13 tháng 6, 1985 (19 tuổi) |      |     | Real Zaragoza   |
| 9  | TĐ | Fernando Llorente  | 26 tháng 2, 1985 (20 tuổi) |      |     | Athletic Bilbao |
| 10 | TV | Jonathan Soriano   | 24 tháng 9, 1985 (19 tuổi) |      |     | Espanyol        |
| 11 | TV | Jaime Gavilán      | 12 tháng 5, 1985 (20 tuổi) |      |     | Tenerife        |
| 12 | HV | José Enrique       | 23 tháng 1, 1986 (19 tuổi) |      |     | Levante         |
| 13 | TM | Manu               | 9 tháng 5, 1986 (19 tuổi)  |      |     | Sporting Gijón  |
| 14 | HV | Agus               | 3 tháng 5, 1985 (20 tuổi)  |      |     | Albacete        |
| 15 | HV | Javi Chica         | 17 tháng 5, 1985 (20 tuổi) |      |     | Espanyol        |
| 16 | TV | David Silva        | 8 tháng 1, 1986 (19 tuổi)  |      |     | Eibar           |
| 17 | TV | Cesc Fàbregas      | 4 tháng 5, 1987 (18 tuổi)  |      |     | Arsenal         |
| 18 | TĐ | Víctor Casadesús   | 28 tháng 2, 1985 (20 tuổi) |      |     | Mallorca        |
| 19 | TĐ | Braulio Nóbrega    | 18 tháng 9, 1985 (19 tuổi) |      |     | Atlético Madrid |
| 20 | TV | Markel Bergara     | 5 tháng 5, 1986 (19 tuổi)  |      |     | Real Sociedad   |
| 21 | TM | Roberto Jimenez    | 10 tháng 2, 1986 (19 tuổi) |      |     | Atlético Madrid |

## Bảng D

### Argentina
Huấn luyện viên:  Francisco Ferarro

| Số | VT | Cầu thủ             | Ngày sinh (tuổi)            | Trận | Bàn | Câu lạc bộ         |
| -- | -- | ------------------- | --------------------------- | ---- | --- | ------------------ |
| 1  | TM | Óscar Ustari        | 3 tháng 7, 1986 (18 tuổi)   |      |     | Independiente      |
| 2  | HV | Gustavo Cabral      | 14 tháng 10, 1985 (19 tuổi) |      |     | Racing Club        |
| 3  | HV | Lautaro Formica     | 27 tháng 1, 1986 (19 tuổi)  |      |     | Newell's Old Boys  |
| 4  | HV | Julio Barroso       | 16 tháng 1, 1985 (20 tuổi)  |      |     | Boca Juniors       |
| 5  | TV | Juan Manuel Torres  | 20 tháng 6, 1985 (19 tuổi)  |      |     | Racing Club        |
| 6  | HV | Gabriel Paletta     | 15 tháng 2, 1986 (19 tuổi)  |      |     | Banfield           |
| 7  | TV | Lucas Biglia        | 30 tháng 1, 1986 (19 tuổi)  |      |     | Independiente      |
| 8  | TV | Pablo Zabaleta      | 16 tháng 1, 1985 (20 tuổi)  |      |     | San Lorenzo        |
| 9  | TĐ | Pablo Vitti         | 9 tháng 7, 1985 (19 tuổi)   |      |     | Rosario Central    |
| 10 | TV | Patricio Pérez      | 27 tháng 6, 1985 (19 tuổi)  |      |     | Vélez Sársfield    |
| 11 | TV | Emiliano Armenteros | 18 tháng 1, 1986 (19 tuổi)  |      |     | Banfield           |
| 12 | TM | Nereo Champagne     | 20 tháng 1, 1985 (20 tuổi)  |      |     | San Lorenzo        |
| 13 | HV | Ezequiel Garay      | 10 tháng 10, 1986 (18 tuổi) |      |     | Newell's Old Boys  |
| 14 | HV | David Abraham       | 15 tháng 7, 1986 (18 tuổi)  |      |     | Independiente      |
| 15 | TV | Rodrigo Archubi     | 6 tháng 6, 1985 (20 tuổi)   |      |     | Lanús              |
| 16 | TĐ | Neri Cardozo        | 8 tháng 8, 1986 (18 tuổi)   |      |     | Boca Juniors       |
| 17 | TV | Fernando Gago       | 10 tháng 4, 1986 (19 tuổi)  |      |     | Boca Juniors       |
| 18 | TĐ | Lionel Messi        | 24 tháng 6, 1987 (17 tuổi)  |      |     | Barcelona          |
| 19 | TĐ | Sergio Agüero       | 2 tháng 6, 1988 (17 tuổi)   |      |     | Independiente      |
| 20 | TĐ | Gustavo Oberman     | 25 tháng 3, 1985 (20 tuổi)  |      |     | Argentinos Juniors |
| 21 | TM | Nicolás Navarro     | 25 tháng 3, 1985 (20 tuổi)  |      |     | Argentinos Juniors |

### Ai Cập
Huấn luyện viên:  Mohamed Radwan

| Số | VT | Cầu thủ            | Ngày sinh (tuổi)           | Trận | Bàn | Câu lạc bộ      |
| -- | -- | ------------------ | -------------------------- | ---- | --- | --------------- |
| 1  | TM | Hamada Shaaban     | 1 tháng 10, 1985 (19 tuổi) |      |     | Mansoura        |
| 2  | HV | Nano               | 24 tháng 3, 1985 (20 tuổi) |      |     | El-Ahly         |
| 3  | TV | Abdelaziz Tawfik   | 24 tháng 5, 1986 (19 tuổi) |      |     | Mansoura        |
| 4  | TV | Hossam Ashour      | 9 tháng 3, 1986 (19 tuổi)  |      |     | El-Ahly         |
| 5  | HV | Walid Kandel       | 24 tháng 3, 1985 (20 tuổi) |      |     | Zamalek         |
| 6  | HV | Abdelilah Galal    | 20 tháng 1, 1986 (19 tuổi) |      |     | El-Ahly         |
| 7  | TĐ | Ahmed Samir Farag  | 20 tháng 5, 1986 (19 tuổi) |      |     | Sochaux         |
| 8  | TĐ | Ahmed Abd El-Zaher | 15 tháng 1, 1985 (20 tuổi) |      |     | ENPPI           |
| 9  | TĐ | Hossam Osama       | 30 tháng 8, 1985 (19 tuổi) |      |     | Zamalek         |
| 10 | TĐ | Shikabala          | 5 tháng 3, 1986 (19 tuổi)  |      |     | PAOK            |
| 11 | TĐ | Abdallah Said      | 13 tháng 7, 1985 (19 tuổi) |      |     | Ismaily         |
| 12 | TV | Abdallah Shahat    | 10 tháng 5, 1985 (20 tuổi) |      |     | Ismaily         |
| 13 | HV | Ahmed Abd El-Hakam | 18 tháng 3, 1985 (20 tuổi) |      |     | Mansoura        |
| 14 | HV | Ahmed Magdy        | 24 tháng 5, 1986 (19 tuổi) |      |     | El-Ahly         |
| 15 | HV | Islam Siam         | 13 tháng 2, 1985 (20 tuổi) |      |     | El Mokawloon SC |
| 16 | TM | Amir Tawfik        | 2 tháng 10, 1985 (19 tuổi) |      |     | El-Ahly         |
| 17 | TV | Amr El Halwani     | 15 tháng 3, 1985 (20 tuổi) |      |     | El-Ahly         |
| 18 | TV | Ahmed Ghanem       | 8 tháng 4, 1986 (19 tuổi)  |      |     | Zamalek         |
| 19 | TV | Ahmed Khalifa      | 23 tháng 3, 1985 (20 tuổi) |      |     | Ismaily         |
| 20 | HV | Ahmed Gamil        | 12 tháng 4, 1986 (19 tuổi) |      |     | Zamalek         |
| 21 | TM | Ahmed Adel         | 10 tháng 4, 1987 (18 tuổi) |      |     | El-Ahly         |

### Đức
Huấn luyện viên:  Michael Skibbe

| Số | VT | Cầu thủ              | Ngày sinh (tuổi)            | Trận | Bàn | Câu lạc bộ               |
| -- | -- | -------------------- | --------------------------- | ---- | --- | ------------------------ |
| 1  | TM | René Adler           | 15 tháng 1, 1985 (20 tuổi)  |      |     | Bayer Leverkusen         |
| 2  | HV | Christoph Janker     | 14 tháng 2, 1985 (20 tuổi)  |      |     | 1860 Munich              |
| 3  | HV | Marvin Compper       | 14 tháng 6, 1985 (19 tuổi)  |      |     | Borussia Mönchengladbach |
| 4  | HV | Marvin Matip         | 25 tháng 9, 1985 (19 tuổi)  |      |     | 1. FC Köln               |
| 5  | HV | Marcel Schuon        | 28 tháng 4, 1985 (20 tuổi)  |      |     | VfB Stuttgart            |
| 6  | TV | Andreas Ottl         | 1 tháng 3, 1985 (20 tuổi)   |      |     | Bayern Munich            |
| 7  | TĐ | Michael Delura       | 1 tháng 7, 1985 (19 tuổi)   |      |     | Schalke 04               |
| 8  | TV | Christian Gentner    | 14 tháng 8, 1985 (19 tuổi)  |      |     | VfB Stuttgart            |
| 9  | TĐ | Nicky Adler          | 23 tháng 5, 1985 (20 tuổi)  |      |     | 1860 München             |
| 10 | TĐ | Sahr Senesie         | 20 tháng 6, 1985 (19 tuổi)  |      |     | Grasshoppers             |
| 11 | HV | Marcell Jansen       | 4 tháng 11, 1985 (19 tuổi)  |      |     | Borussia Mönchengladbach |
| 12 | TM | Philipp Tschauner    | 3 tháng 11, 1985 (19 tuổi)  |      |     | 1. FC Nürnberg           |
| 13 | TV | Alexander Huber      | 25 tháng 2, 1985 (20 tuổi)  |      |     | Eintracht Frankfurt      |
| 14 | HV | Christopher Reinhard | 19 tháng 5, 1985 (20 tuổi)  |      |     | Eintracht Frankfurt      |
| 15 | TĐ | Sebastian Freis      | 23 tháng 4, 1985 (20 tuổi)  |      |     | Karlsruher SC            |
| 16 | TV | Oliver Hampel        | 2 tháng 3, 1985 (20 tuổi)   |      |     | Hamburger SV             |
| 17 | TV | Daniyel Cimen        | 19 tháng 1, 1985 (20 tuổi)  |      |     | Eintracht Frankfurt      |
| 18 | HV | Paweł Thomik         | 25 tháng 1, 1985 (20 tuổi)  |      |     | Bayern Munich            |
| 19 | TĐ | Thomas Bröker        | 22 tháng 1, 1985 (20 tuổi)  |      |     | 1. FC Köln               |
| 20 | HV | Francis Banecki      | 17 tháng 7, 1985 (19 tuổi)  |      |     | Werder Bremen            |
| 21 | TM | Erik Domaschke       | 11 tháng 11, 1985 (19 tuổi) |      |     | Sachsen Leipzig          |

### Hoa Kỳ
Huấn luyện viên:  Sigi Schmid

| Số | VT | Cầu thủ            | Ngày sinh (tuổi)            | Trận | Bàn | Câu lạc bộ                            |
| -- | -- | ------------------ | --------------------------- | ---- | --- | ------------------------------------- |
| 1  | TM | Quentin Westberg   | 25 tháng 4, 1986 (19 tuổi)  |      |     | Troyes                                |
| 2  | HV | Marvell Wynne      | 8 tháng 5, 1986 (19 tuổi)   |      |     | University of California, Los Angeles |
| 3  | HV | Jonathan Spector   | 1 tháng 3, 1986 (19 tuổi)   |      |     | Manchester United                     |
| 4  | HV | Nathan Sturgis     | 6 tháng 7, 1987 (17 tuổi)   |      |     | Clemson University                    |
| 5  | HV | Patrick Ianni      | 5 tháng 6, 1985 (20 tuổi)   |      |     | University of California, Los Angeles |
| 6  | HV | Greg Dalby         | 3 tháng 11, 1985 (19 tuổi)  |      |     | University of Notre Dame              |
| 7  | TV | Sacha Kljestan     | 9 tháng 9, 1985 (19 tuổi)   |      |     | Seton Hall University                 |
| 8  | TV | Benny Feilhaber    | 9 tháng 1, 1985 (20 tuổi)   |      |     | University of California, Los Angeles |
| 9  | TĐ | Chad Barrett       | 20 tháng 4, 1985 (20 tuổi)  |      |     | Chicago Fire                          |
| 10 | TV | Eddie Gaven        | 25 tháng 10, 1986 (18 tuổi) |      |     | MetroStars                            |
| 11 | TĐ | Freddy Adu         | 2 tháng 6, 1989 (16 tuổi)   |      |     | D.C. United                           |
| 12 | TV | Will John          | 13 tháng 6, 1985 (19 tuổi)  |      |     | Chicago Fire                          |
| 13 | TĐ | Jacob Peterson     | 27 tháng 1, 1986 (19 tuổi)  |      |     | Indiana University                    |
| 14 | TV | Lee Nguyen         | 7 tháng 10, 1986 (18 tuổi)  |      |     | Dallas Texans                         |
| 15 | HV | Hunter Freeman     | 8 tháng 1, 1985 (20 tuổi)   |      |     | Colorado Rapids                       |
| 16 | TV | Michael Harrington | 24 tháng 1, 1986 (19 tuổi)  |      |     | University of North Carolina          |
| 17 | TĐ | Sammy Ochoa        | 4 tháng 9, 1986 (18 tuổi)   |      |     | Tecos                                 |
| 18 | TM | Andrew Kartunen    | 7 tháng 2, 1985 (20 tuổi)   |      |     | Stanford University                   |
| 19 | TV | Danny Szetela      | 17 tháng 6, 1987 (17 tuổi)  |      |     | Columbus Crew                         |
| 20 | TV | Brad Evans         | 20 tháng 4, 1985 (20 tuổi)  |      |     | University of California, Irvine      |
| 21 | TM | Justin Hughes      | 23 tháng 4, 1985 (20 tuổi)  |      |     | University of North Carolina          |

## Bảng E

### Canada
Huấn luyện viên:  Dale Mitchell

| Số | VT | Cầu thủ                     | Ngày sinh (tuổi)            | Trận | Bàn | Câu lạc bộ                      |
| -- | -- | --------------------------- | --------------------------- | ---- | --- | ------------------------------- |
| 1  | TM | Josh Wagenaar               | 26 tháng 2, 1985 (20 tuổi)  |      |     | Hartwick College                |
| 2  | HV | Graham Ramalho              | 12 tháng 1, 1986 (19 tuổi)  |      |     | Groningen                       |
| 3  | HV | Nikolas Ledgerwood          | 16 tháng 1, 1985 (20 tuổi)  |      |     | 1860 München                    |
| 4  | HV | André Hainault              | 17 tháng 6, 1986 (18 tuổi)  |      |     | Montreal Impact                 |
| 5  | HV | Brad Peetom                 | 2 tháng 3, 1986 (19 tuổi)   |      |     | Syracuse University             |
| 6  | TV | Carlo Schiavoni             | 19 tháng 8, 1985 (19 tuổi)  |      |     | University of Alabama           |
| 7  | TV | Jaime Peters                | 4 tháng 5, 1987 (18 tuổi)   |      |     | Ipswich Town                    |
| 8  | TV | Tyler Rosenlund             | 13 tháng 9, 1986 (18 tuổi)  |      |     | UC Santa Barbara                |
| 9  | TV | Ryan Gyaki                  | 6 tháng 12, 1985 (19 tuổi)  |      |     | Sheffield United                |
| 10 | TĐ | Will Johnson                | 21 tháng 1, 1987 (18 tuổi)  |      |     | Chicago Fire                    |
| 11 | TV | Marcel de Jong              | 15 tháng 10, 1986 (18 tuổi) |      |     | Helmond Sport                   |
| 12 | TĐ | Riley O'Neill               | 31 tháng 12, 1988 (16 tuổi) |      |     | University of Kentucky          |
| 13 | TV | Jonathan Beaulieu-Bourgault | 27 tháng 9, 1988 (16 tuổi)  |      |     | Quebec National Training Center |
| 14 | HV | David Edgar                 | 19 tháng 5, 1987 (18 tuổi)  |      |     | Newcastle United                |
| 15 | HV | Vince Stewart               | 21 tháng 1, 1986 (19 tuổi)  |      |     | Simon Fraser University         |
| 16 | TĐ | Franco Lalli                | 11 tháng 3, 1985 (20 tuổi)  |      |     | Lucera                          |
| 17 | TĐ | Andrea Lombardo             | 23 tháng 5, 1987 (18 tuổi)  |      |     | Atalanta                        |
| 18 | TV | Tomasz Charowski            | 15 tháng 10, 1985 (19 tuổi) |      |     | Duke University                 |
| 19 | TM | Asmir Begović               | 10 tháng 6, 1987 (17 tuổi)  |      |     | Portsmouth                      |
| 20 | TM | Roberto Giacomi             | 1 tháng 8, 1986 (18 tuổi)   |      |     | Rangers                         |
| 21 | HV | Simon Kassaye               | 19 tháng 5, 1985 (20 tuổi)  |      |     | Unattached                      |

### Colombia
Huấn luyện viên:  Eduardo Lara

| Số | VT | Cầu thủ             | Ngày sinh (tuổi)            | Trận | Bàn | Câu lạc bộ             |
| -- | -- | ------------------- | --------------------------- | ---- | --- | ---------------------- |
| 1  | TM | Libis Arenas        | 12 tháng 5, 1987 (18 tuổi)  |      |     | Envigado               |
| 2  | HV | Carlos Valdés       | 22 tháng 5, 1985 (20 tuổi)  |      |     | Real Cartagena         |
| 3  | HV | Cristián Zapata     | 30 tháng 9, 1986 (18 tuổi)  |      |     | Deportivo Cali         |
| 4  | HV | Jimmy Estacio       | 8 tháng 1, 1986 (19 tuổi)   |      |     | Deportivo Cali         |
| 5  | HV | Juan Camilo Zúñiga  | 14 tháng 12, 1985 (19 tuổi) |      |     | Atlético Nacional      |
| 6  | TV | Harrison Morales    | 20 tháng 6, 1986 (18 tuổi)  |      |     | Deportes Quindío       |
| 7  | TĐ | Hugo Rodallega      | 25 tháng 7, 1985 (19 tuổi)  |      |     | Deportes Quindío       |
| 8  | TĐ | Juan Toja           | 24 tháng 5, 1985 (20 tuổi)  |      |     | River Plate            |
| 9  | TĐ | Radamel Falcao      | 10 tháng 2, 1986 (19 tuổi)  |      |     | River Plate            |
| 10 | TV | Sebastián Hernández | 2 tháng 10, 1986 (18 tuổi)  |      |     | Deportes Quindío       |
| 11 | TV | Harrison Otálvaro   | 28 tháng 6, 1986 (18 tuổi)  |      |     | América de Cali        |
| 12 | TM | Carlos Abella       | 25 tháng 1, 1986 (19 tuổi)  |      |     | Atlético Nacional      |
| 13 | TV | Fredy Guarín        | 30 tháng 6, 1986 (18 tuổi)  |      |     | Envigado               |
| 14 | TV | Abel Aguilar        | 6 tháng 1, 1985 (20 tuổi)   |      |     | Deportivo Cali         |
| 15 | TĐ | Dayro Moreno        | 16 tháng 9, 1985 (19 tuổi)  |      |     | Once Caldas            |
| 16 | TV | Edwin Valencia      | 29 tháng 3, 1985 (20 tuổi)  |      |     | América de Cali        |
| 17 | TV | Christian Marrugo   | 18 tháng 7, 1985 (19 tuổi)  |      |     | Atlético Nacional      |
| 18 | TĐ | Wason Rentería      | 4 tháng 7, 1985 (19 tuổi)   |      |     | Boyacá Chicó           |
| 19 | HV | Mauricio Casierra   | 8 tháng 12, 1985 (19 tuổi)  |      |     | Once Caldas            |
| 20 | TV | Daniel Machacón     | 5 tháng 1, 1985 (20 tuổi)   |      |     | Junior de Barranquilla |
| 21 | TM | David Ospina        | 31 tháng 8, 1988 (16 tuổi)  |      |     | Atlético Nacional      |

### Ý
Huấn luyện viên:  Paolo Berrettini

| Số | VT | Cầu thủ             | Ngày sinh (tuổi)            | Trận | Bàn | Câu lạc bộ     |
| -- | -- | ------------------- | --------------------------- | ---- | --- | -------------- |
| 1  | TM | Emiliano Viviano    | 1 tháng 12, 1985 (19 tuổi)  |      |     | Cesena         |
| 2  | HV | Lino Marzoratti     | 12 tháng 10, 1986 (18 tuổi) |      |     | Milan          |
| 3  | HV | Andrea D'Agostino   | 4 tháng 7, 1985 (19 tuổi)   |      |     | Foggia         |
| 4  | TV | Antonio Nocerino    | 9 tháng 4, 1985 (20 tuổi)   |      |     | Catanzaro      |
| 5  | HV | Andrea Coda         | 25 tháng 4, 1985 (20 tuổi)  |      |     | Empoli         |
| 6  | HV | Michele Canini      | 5 tháng 6, 1985 (20 tuổi)   |      |     | Sambenedettese |
| 7  | TV | Marino Defendi      | 19 tháng 8, 1985 (19 tuổi)  |      |     | Atalanta       |
| 8  | TV | Lorenzo Carotti     | 31 tháng 1, 1985 (20 tuổi)  |      |     | Como           |
| 9  | TĐ | Graziano Pellè      | 15 tháng 7, 1985 (19 tuổi)  |      |     | Catania        |
| 10 | TV | Michele Troiano     | 7 tháng 1, 1985 (20 tuổi)   |      |     | Modena         |
| 11 | TV | Daniele Galloppa    | 15 tháng 5, 1985 (20 tuổi)  |      |     | Triestina      |
| 12 | TM | Fabio Virgili       | 26 tháng 4, 1986 (19 tuổi)  |      |     | Parma          |
| 13 | HV | Francesco Battaglia | 26 tháng 4, 1985 (20 tuổi)  |      |     | Torino         |
| 14 | HV | Palmiro Di Dio      | 6 tháng 7, 1985 (19 tuổi)   |      |     | Ternana        |
| 15 | HV | Antonio Aquilanti   | 8 tháng 11, 1985 (19 tuổi)  |      |     | Fiorentina     |
| 16 | TV | Simone Bentivoglio  | 29 tháng 5, 1985 (20 tuổi)  |      |     | Juventus       |
| 17 | TV | Raffaele De Martino | 8 tháng 4, 1986 (19 tuổi)   |      |     | Bellinzona     |
| 18 | TV | Cristian Agnelli    | 23 tháng 9, 1985 (19 tuổi)  |      |     | Catanzaro      |
| 19 | TĐ | Francesco Nieto     | 17 tháng 6, 1985 (19 tuổi)  |      |     | Piacenza       |
| 20 | TĐ | Giuseppe Cozzolino  | 12 tháng 8, 1985 (19 tuổi)  |      |     | Lecce          |
| 21 | TM | Daniele Padelli     | 25 tháng 10, 1985 (19 tuổi) |      |     | Sampdoria      |

### Syria
Huấn luyện viên:  Milosav Radenović

| Số | VT | Cầu thủ               | Ngày sinh (tuổi)           | Trận | Bàn | Câu lạc bộ        |
| -- | -- | --------------------- | -------------------------- | ---- | --- | ----------------- |
| 1  | TM | Adnan Al Hafez        | 23 tháng 4, 1986 (19 tuổi) |      |     | Al-Karamah        |
| 2  | TV | Mohammad Al Damen     | 25 tháng 1, 1986 (19 tuổi) |      |     | Al-Ittihad Aleppo |
| 3  | TV | Safir Alatasi         | 11 tháng 4, 1985 (20 tuổi) |      |     | Al-Karamah        |
| 4  | HV | Abdulhadi Khalaf      | 1 tháng 1, 1986 (19 tuổi)  |      |     | Al-Karamah        |
| 5  | HV | Hamzeh Al Aitoni      | 16 tháng 1, 1986 (19 tuổi) |      |     | Al-Majd           |
| 6  | HV | Hassan Al Mostafa     | 1 tháng 1, 1986 (19 tuổi)  |      |     | Hurriya           |
| 7  | TV | Meaataz Kailouni      | 10 tháng 3, 1985 (20 tuổi) |      |     | Tishreen          |
| 8  | TV | Abdelrazaq Al Hussain | 15 tháng 9, 1986 (18 tuổi) |      |     | Hurriya           |
| 9  | TV | Mahmoud Ossi          | 25 tháng 3, 1987 (18 tuổi) |      |     | Hurriya           |
| 10 | TĐ | Mohamad Hamwi         | 1 tháng 1, 1986 (19 tuổi)  |      |     | Al-Karamah        |
| 11 | TĐ | Jalal Al Abdi         | 1 tháng 1, 1986 (19 tuổi)  |      |     | Al-Taliya         |
| 12 | HV | Zakariya Al Kaddour   | 1 tháng 1, 1986 (19 tuổi)  |      |     | Al-Ittihad Aleppo |
| 13 | TV | Aatef Jenyat          | 8 tháng 5, 1986 (19 tuổi)  |      |     | Al-Karamah        |
| 14 | TĐ | Majed Al Haj          | 6 tháng 4, 1985 (20 tuổi)  |      |     | Al-Jaish          |
| 15 | TV | Samer Nahlous         | 5 tháng 4, 1985 (20 tuổi)  |      |     | Tishreen          |
| 16 | TM | Ali Al Holami         | 5 tháng 1, 1986 (19 tuổi)  |      |     | Al-Futowa         |
| 17 | HV | Abdulkader Dakka      | 10 tháng 1, 1985 (20 tuổi) |      |     | Tishreen          |
| 18 | TV | Bwrhan Sahiwni        | 7 tháng 4, 1986 (19 tuổi)  |      |     | Omayya            |
| 19 | TĐ | Ahmad Dily Hassan     | 20 tháng 7, 1985 (19 tuổi) |      |     | Al-Barada         |
| 20 | HV | Salah Shahrour        | 2 tháng 1, 1988 (17 tuổi)  |      |     | Al-Ittihad Aleppo |
| 21 | TM | Moustafa Shakosh      | 1 tháng 1, 1986 (19 tuổi)  |      |     | Tishreen          |

## Bảng F

### Brasil
Huấn luyện viên:  Renê Weber

| Số | VT | Cầu thủ         | Ngày sinh (tuổi)           | Trận | Bàn | Câu lạc bộ          |
| -- | -- | --------------- | -------------------------- | ---- | --- | ------------------- |
| 1  | TM | Renan           | 24 tháng 1, 1985 (20 tuổi) |      |     | Internacional       |
| 2  | HV | Rafinha         | 7 tháng 9, 1985 (19 tuổi)  |      |     | Coritiba            |
| 3  | HV | Leonardo Moura  | 19 tháng 3, 1986 (19 tuổi) |      |     | Santos              |
| 4  | HV | Gladstone       | 29 tháng 1, 1985 (20 tuổi) |      |     | Cruzeiro            |
| 5  | TV | Roberto Sousa   | 18 tháng 1, 1985 (20 tuổi) |      |     | Guarani             |
| 6  | HV | Fábio Santos    | 16 tháng 9, 1985 (19 tuổi) |      |     | São Paulo           |
| 7  | TV | Diego Souza     | 17 tháng 6, 1985 (19 tuổi) |      |     | Fluminense          |
| 8  | TV | Renato Ribeiro  | 28 tháng 4, 1985 (20 tuổi) |      |     | Atlético Mineiro    |
| 9  | TĐ | Bobô            | 9 tháng 1, 1985 (20 tuổi)  |      |     | Corinthians         |
| 10 | TV | Evandro         | 28 tháng 3, 1986 (19 tuổi) |      |     | Atlético Paranaense |
| 11 | TĐ | Rafael Sóbis    | 17 tháng 6, 1985 (19 tuổi) |      |     | Internacional       |
| 12 | TM | Bruno           | 1 tháng 5, 1986 (19 tuổi)  |      |     | São Paulo           |
| 13 | HV | João Leonardo   | 25 tháng 6, 1985 (19 tuổi) |      |     | Guarani             |
| 14 | HV | Edcarlos        | 10 tháng 5, 1985 (20 tuổi) |      |     | São Paulo           |
| 15 | HV | Filipe Luís     | 9 tháng 8, 1985 (19 tuổi)  |      |     | Ajax                |
| 16 | TV | Arouca          | 11 tháng 8, 1986 (18 tuổi) |      |     | Fluminense          |
| 17 | TV | Fellype Gabriel | 6 tháng 12, 1985 (19 tuổi) |      |     | Flamengo            |
| 18 | TV | Ernane          | 2 tháng 5, 1985 (20 tuổi)  |      |     | Bahia               |
| 19 | TĐ | Thiago Quirino  | 4 tháng 1, 1985 (20 tuổi)  |      |     | Atlético Mineiro    |
| 20 | TĐ | Diego Tardelli  | 10 tháng 5, 1985 (20 tuổi) |      |     | São Paulo           |
| 21 | TM | Diego Alves     | 24 tháng 6, 1985 (19 tuổi) |      |     | Atlético Mineiro    |

### Nigeria
Huấn luyện viên:  Samson Siasia

| Số | VT | Cầu thủ              | Ngày sinh (tuổi)            | Trận | Bàn | Câu lạc bộ           |
| -- | -- | -------------------- | --------------------------- | ---- | --- | -------------------- |
| 1  | TM | Ambruse Vanzekin     | 14 tháng 7, 1986 (18 tuổi)  |      |     | Bendel Insurance     |
| 2  | HV | Kennedy Chinwo       | 29 tháng 12, 1985 (19 tuổi) |      |     | Dolphins             |
| 3  | HV | Taye Taiwo           | 16 tháng 4, 1985 (20 tuổi)  |      |     | Marseille            |
| 4  | HV | Onyekachi Apam       | 30 tháng 12, 1986 (18 tuổi) |      |     | Enugu Rangers        |
| 5  | HV | Monday James         | 19 tháng 10, 1986 (18 tuổi) |      |     | Bendel Insurance     |
| 6  | TV | Yinka Adedeji        | 24 tháng 3, 1985 (20 tuổi)  |      |     | GIF Sundsvall        |
| 7  | HV | Chinedu Ogbuke Obasi | 1 tháng 6, 1986 (19 tuổi)   |      |     | Lyn                  |
| 8  | TV | Daddy Bazuaye        | 11 tháng 12, 1988 (16 tuổi) |      |     | Bendel Insurance     |
| 9  | TV | John Obi Mikel       | 22 tháng 4, 1987 (18 tuổi)  |      |     | Lyn                  |
| 10 | TĐ | Isaac Promise        | 2 tháng 12, 1987 (17 tuổi)  |      |     | Grays Internarional  |
| 11 | TĐ | Solomon Okoronkwo    | 2 tháng 3, 1987 (18 tuổi)   |      |     | Hertha BSC           |
| 12 | TM | Daniel Akpeyi        | 3 tháng 8, 1986 (18 tuổi)   |      |     | Gabros International |
| 13 | HV | Olubayo Adefemi      | 13 tháng 8, 1985 (19 tuổi)  |      |     | Hapoel Jerusalem     |
| 14 | TV | David Solomon Abwo   | 10 tháng 5, 1986 (19 tuổi)  |      |     | Enyimba              |
| 15 | HV | Soga Sambo           | 5 tháng 10, 1985 (19 tuổi)  |      |     | Shooting Stars       |
| 16 | TĐ | Gift Atulewa         | 1 tháng 4, 1986 (19 tuổi)   |      |     | Bayelsa United       |
| 17 | TV | Dele Adeleye         | 25 tháng 12, 1988 (16 tuổi) |      |     | Shooting Stars       |
| 18 | TĐ | Kola Anubi           | 24 tháng 3, 1987 (18 tuổi)  |      |     | Bendel Insurance     |
| 19 | TV | Sani Kaita           | 2 tháng 5, 1986 (19 tuổi)   |      |     | Kano Pillars         |
| 20 | TV | John Owoeri          | 13 tháng 1, 1987 (18 tuổi)  |      |     | Bendel Insurance     |
| 21 | TM | Kola Ige             | 28 tháng 12, 1985 (19 tuổi) |      |     | Shooting Stars       |

### Hàn Quốc
Huấn luyện viên:  Park Seong-Hwa

| Số | VT | Cầu thủ         | Ngày sinh (tuổi)            | Trận | Bàn | Câu lạc bộ              |
| -- | -- | --------------- | --------------------------- | ---- | --- | ----------------------- |
| 1  | TM | Cha Gi-Suk      | 26 tháng 12, 1986 (18 tuổi) |      |     | Chunnam Dragons         |
| 2  | HV | Park Hee-Chul   | 7 tháng 1, 1986 (19 tuổi)   |      |     | Hongik University       |
| 3  | HV | Ahn Tae-Eun     | 17 tháng 9, 1985 (19 tuổi)  |      |     | Chosun University       |
| 4  | HV | Lee Yo-Han      | 18 tháng 12, 1986 (18 tuổi) |      |     | Incheon United          |
| 5  | HV | Jung In-Whan    | 15 tháng 12, 1986 (18 tuổi) |      |     | Yonsei University       |
| 6  | HV | Kim Jin-Kyu     | 16 tháng 2, 1985 (20 tuổi)  |      |     | Júbilo Iwata            |
| 7  | TV | Baek Seung-Min  | 12 tháng 3, 1986 (19 tuổi)  |      |     | Yonsei University       |
| 8  | TV | Baek Ji-Hoon    | 28 tháng 2, 1985 (20 tuổi)  |      |     | FC Seoul                |
| 9  | TV | Oh Jang-Eun     | 24 tháng 7, 1985 (19 tuổi)  |      |     | Daegu FC                |
| 10 | TĐ | Park Chu-Young  | 10 tháng 7, 1985 (19 tuổi)  |      |     | FC Seoul                |
| 11 | TV | Lee Keun-Ho     | 11 tháng 4, 1985 (20 tuổi)  |      |     | Incheon United          |
| 12 | TM | Jung Sung-Ryong | 4 tháng 1, 1985 (20 tuổi)   |      |     | Pohang Steelers         |
| 13 | TĐ | Shin Hyung-Min  | 18 tháng 7, 1986 (18 tuổi)  |      |     | Hongik University       |
| 14 | TV | Park Jong-Jin   | 24 tháng 6, 1987 (17 tuổi)  |      |     | Soongsil University     |
| 15 | TV | Hwang Kyu-Hwan  | 18 tháng 6, 1986 (18 tuổi)  |      |     | Suwon Samsung Bluewings |
| 16 | TĐ | Sim Woo-Yeon    | 3 tháng 4, 1985 (20 tuổi)   |      |     | Konkuk University       |
| 17 | TĐ | Lee Seung-Hyun  | 25 tháng 7, 1985 (19 tuổi)  |      |     | Hanyang University      |
| 18 | TĐ | Kim Seung-Yong  | 14 tháng 3, 1985 (20 tuổi)  |      |     | FC Seoul                |
| 19 | TĐ | Shin Young-Rok  | 27 tháng 3, 1987 (18 tuổi)  |      |     | Suwon Samsung Bluewings |
| 20 | HV | Lee Gang-Jin    | 24 tháng 4, 1986 (19 tuổi)  |      |     | Tokyo Verdy             |
| 21 | TM | Kim Dae-Ho      | 15 tháng 4, 1986 (19 tuổi)  |      |     | Soongsil University     |

### Thụy Sĩ
Huấn luyện viên:  Pierre-André Schürmann

| Số | VT | Cầu thủ             | Ngày sinh (tuổi)            | Trận | Bàn | Câu lạc bộ        |
| -- | -- | ------------------- | --------------------------- | ---- | --- | ----------------- |
| 1  | TM | Swen König          | 3 tháng 9, 1985 (19 tuổi)   |      |     | Aarau             |
| 2  | HV | Ferhat Çökmüş       | 14 tháng 2, 1985 (20 tuổi)  |      |     | Young Boys        |
| 3  | HV | Arnaud Bühler       | 17 tháng 1, 1985 (20 tuổi)  |      |     | Aarau             |
| 4  | TV | Johan Djourou       | 18 tháng 1, 1987 (18 tuổi)  |      |     | Arsenal           |
| 5  | HV | Philippe Senderos   | 14 tháng 2, 1985 (20 tuổi)  |      |     | Arsenal           |
| 6  | HV | Vero Salatić        | 14 tháng 11, 1985 (19 tuổi) |      |     | Grasshoppers      |
| 7  | TV | Tranquillo Barnetta | 22 tháng 5, 1985 (20 tuổi)  |      |     | Hannover 96       |
| 8  | TĐ | Goran Antić         | 4 tháng 7, 1985 (19 tuổi)   |      |     | Wil               |
| 9  | TĐ | Johan Vonlanthen    | 1 tháng 2, 1986 (19 tuổi)   |      |     | Brescia           |
| 10 | TV | Fabrizio Zambrella  | 1 tháng 3, 1986 (19 tuổi)   |      |     | Brescia           |
| 11 | TV | Reto Ziegler        | 16 tháng 1, 1986 (19 tuổi)  |      |     | Tottenham Hotspur |
| 12 | TM | Daniel Lopar        | 19 tháng 4, 1985 (20 tuổi)  |      |     | Wil               |
| 13 | HV | Henri Siqueira      | 15 tháng 1, 1985 (20 tuổi)  |      |     | Neuchâtel Xamax   |
| 14 | TV | Sandro Burki        | 16 tháng 9, 1985 (19 tuổi)  |      |     | Wil               |
| 15 | TĐ | Marco Schneuwly     | 27 tháng 3, 1985 (20 tuổi)  |      |     | Young Boys        |
| 16 | TV | Pirmin Schwegler    | 9 tháng 3, 1987 (18 tuổi)   |      |     | Luzern            |
| 17 | HV | Florian Stahel      | 10 tháng 3, 1985 (20 tuổi)  |      |     | Zürich            |
| 18 | TV | Christian Schlauri  | 30 tháng 3, 1985 (20 tuổi)  |      |     | Basel             |
| 19 | TĐ | Guilherme Afonso    | 15 tháng 11, 1985 (19 tuổi) |      |     | Twente            |
| 20 | TV | Blerim Džemaili     | 12 tháng 4, 1986 (19 tuổi)  |      |     | Zürich            |
| 21 | TM | David González      | 9 tháng 11, 1986 (18 tuổi)  |      |     | Servette          |